# ويليام بارك
ويليام بارك (بالإنجليزية: William Park)‏ (23 فبراير 1919 بغيتسهيد في المملكة المتحدة - 1 أغسطس 1999 في المملكة المتحدة) هو لاعب كرة قدم بريطاني (وحمل سابقاً جنسية المملكة المتحدة لبريطانيا العظمى وأيرلندا) في مركز الوسط. لعب مع نادي بلاكبول ونادي يورك سيتي ونادي سكاربورو.